# Bettisia Gozzadini

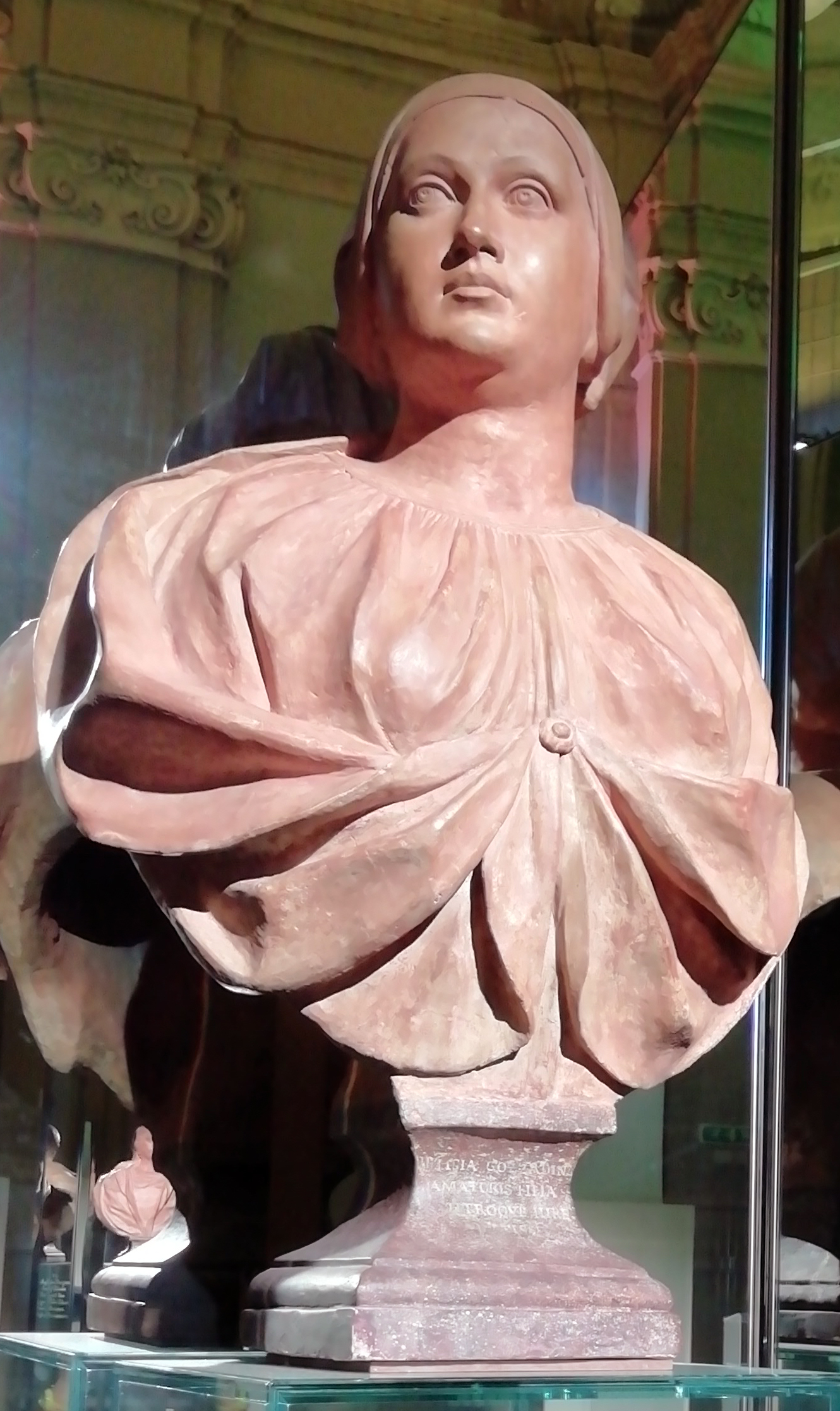
Bettisia Gozzadini – Museo della storia di Bologna

Bettisia Gozzadini (Bologna 1209 – Bologna 2 november 1261) of Bettina Gozzadini was een Italiaans jurist, waarnaar in de 14de eeuw in verschillende kronieken en geschiedenisboeken werd verwezen als hoogleraar in de rechten aan de Universiteit van Bologna. In de 20ste en 21ste eeuw wordt zij vooral gezien als de eerste vrouw die afstudeerde en hoogleraar werd aan een universiteit.

## Levensloop
De vader van Bettisia, Amadore Gozzadini en haar moeder Adelasia de Pegolotti waren van adel. Haar familie was erg belangrijk in Bologna en meerdere familieleden waren magistraten, artsen en later ook chirurgen. Bettisia wilde als meisje nooit "de naald gebruiken om te naaien" en kleedde zich tot haar 12de jaar als jongen. Zij studeerde dinsdag 3 juni onder grote belangstelling van de hele stad Bologna op twaalfjarige leeftijd af, terwijl er een totale zonsverduistering plaatsvond. Zij gaf thuis les aan meer dan 30 studenten "die goed naar haar luisterden". Toen werd ze ziek en was niet actief tot 1239.
Behalve voor haar vakkennis werd zij geroemd vanwege haar welsprekendheid. Bij de begrafenisrede uitgesproken in 1241  ter gelegenheid van de dood van bisschop Enrico Fratta, zou "een zeer beroemde vrouw" genaamd Bettisia aanwezig geweest zijn, "verkleed als weduwe", op uitnodiging van de bisschop en de universiteit. Ze richtte in 1244 een lofgebed tot paus Innocentius IV, die haar beloonde met geschenken en haar voorstelde aan zijn neef Ottobono Fieschi, graaf van Lavagna, de toekomstige paus Adrianus V.

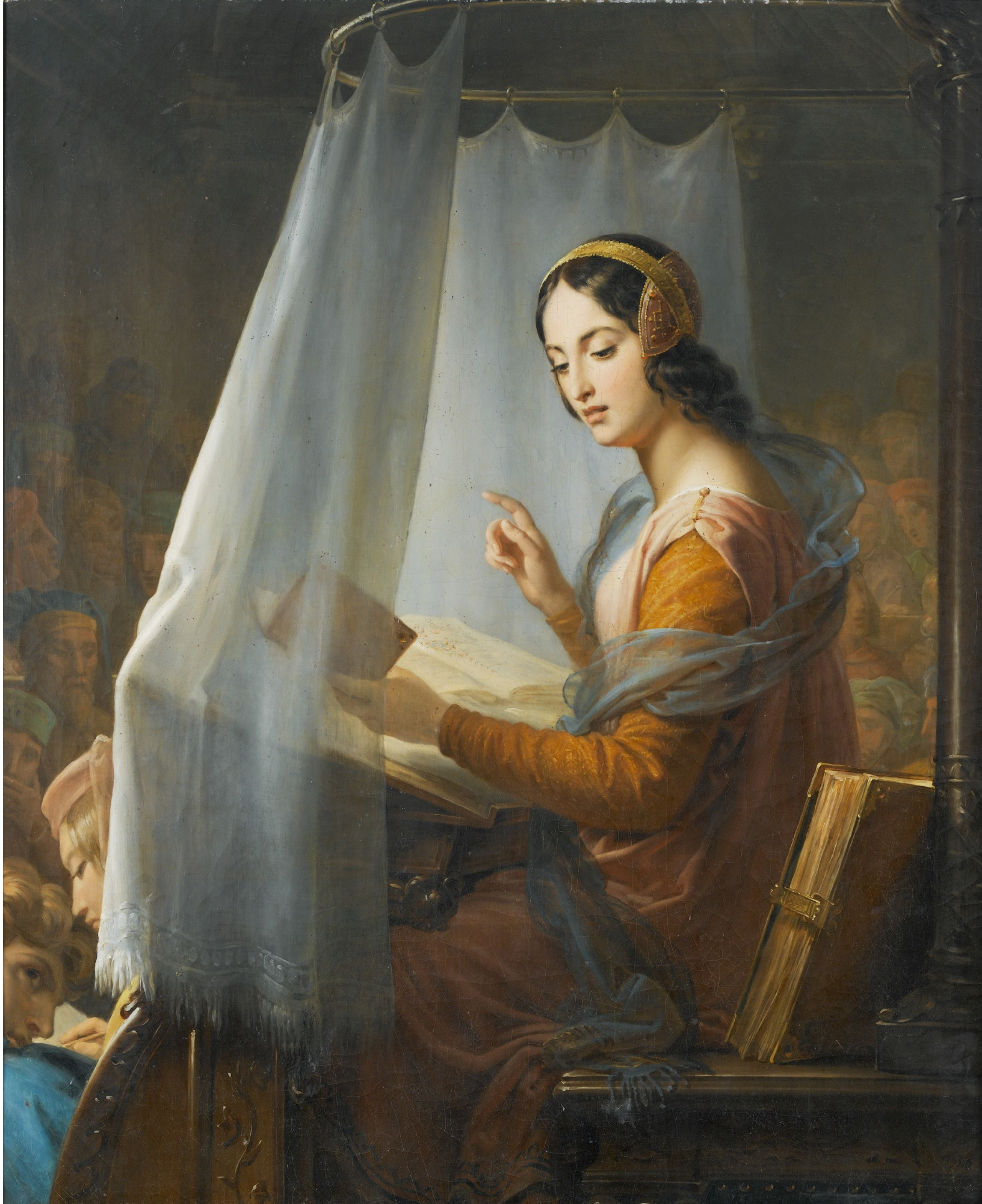
Novella d'Andrea, (1312 – ?) geeft gesluierd les aan studenten. Schilderij van Marie-Éléonore Godefroid.

Zij overleed 52 jaar oud door een overstroming van de rivier Idice. Het huis waarin ze met twee andere vrouwen en vier studenten schuilde, werd overspoeld. De stad was in rouw, de universiteit gesloten en er was een lange begrafenisstoet van droevige mensen.

## Legende?
Er werd in recentere geschriften verteld dat er zoveel belangstelling was voor de lessen van Gozzadini, dat zij in de openlucht op een plein moest lesgeven. Ze zou dit gedaan hebben met een sluier om haar schoonheid te bedekken en de studenten niet af te leiden. Hetzelfde werd verteld over Novella d'Andrea die, een eeuw later, ook jurist was aan de Universiteit van Bologna. Er kan daarom getwijfeld worden aan de juistheid van de verhalen, maar het is mogelijk dat het in die tijd gewoonte was om als vrouw gesluierd les te geven. Het verhaal van Bettisia is in de loop der tijd waarschijnlijk verfraaid en haar status als hoogleraar aan de universiteit wordt door velen in twijfel getrokken.